# 彭詢元
彭詢元，SBS，CSDSM（英語：Kelvin Pang Sung-yuen，1951年1月23日—），前香港政府官員。他於1968年加入政府，初年入職徙置事務處，至1971年轉投監獄署。2006年退休前官至懲教署署長，任內見證域多利監獄結役。

## 背景

### 個人發展
彭詢元的胞兄彭洛元為前香港海關訓練學校校長。彭詢元早年居住於香港島上環，小學階段移居元朗市中心大陂頭附近一帶生活。他就讀樓梯街美華學校（幼稚園部，1956年畢業）、元朗商會小學（1963年小六），繼而通過1963年升中試考入王肇枝中學（英文部），並於1968年中五畢業。他之所以報讀王肇枝中學的原因出於他希望揀選英文中學升學，又認為自己的成績不足以讓他成功報讀當年元朗區唯一一所英文中學元朗公立中學，如是嘗試跨區求學。彭詢元在校期間以世界歷史科的學業表現較佳，課餘時常到大埔區元洲仔遊玩。
後來於1968年11月25日，彭詢元因面試表現良好而能以17歲之齡獲聘用為徙置事務處見習徙置事務助理員。1970年受從事海關督察的兄長啟發投考紀律部隊，到赤柱懲教署職員訓練院（現稱香港懲教學院）受訓後，於1971年4月1日成為監獄署（懲教署前身）懲教主任。他往後於1975年4月1日被擢升為高級懲教主任，1978年7月升任總懲教主任，到了1983年6月升為懲教事務監督。其仕途進入1990年代以後繼續上揚，先於1990年4月出任高級懲教事務監督，主理少年罪犯事務，再於1994年4月晉升為助理署長。隨著1998年1月懲教署改組成立更生事務科，他由先前掌管行動科轉為接掌新部門，2000年2月升任副署長。及至2003年1月1日，彭詢元接替伍靜國出任懲教署署長；彭氏原於2006年1月提早退休，但由於當時欠缺具經驗的人選接任高層管理職級，適逢其他同時在任的管理人員相繼退休，所以獲政府延長其署長任期至2006年7月才結束。當他在2006年7月22日正式離任之時，由副署長郭亮明接棒。

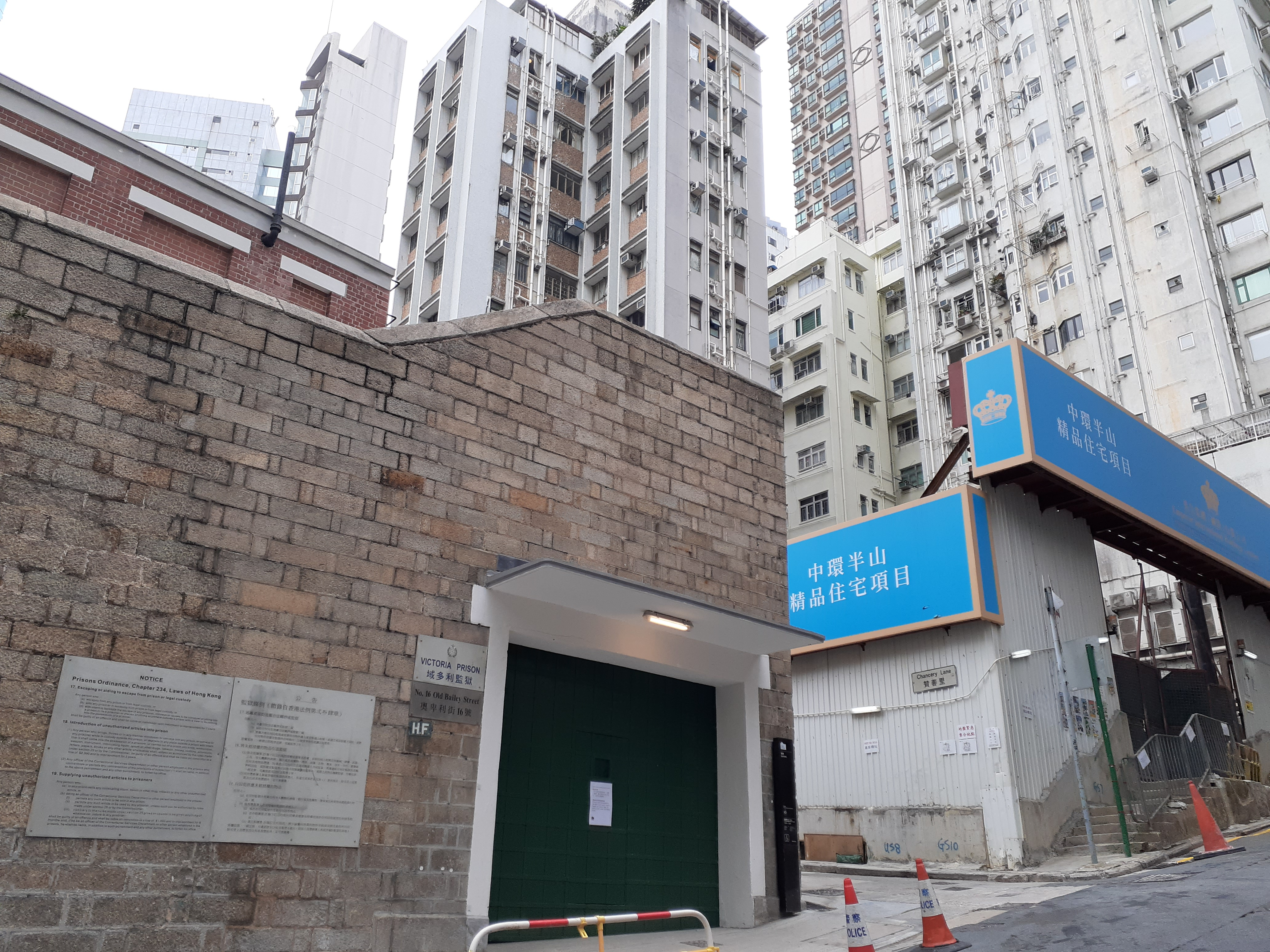
中環域多利監獄於2006年結束運作，彭詢元為主持結役儀式的一員。

彭詢元任內主要研究實施不同方案去擴大香港監獄設施的囚犯收容額，從而解決監獄擠迫和設施不足的問題。另一方面通過宣傳措施鼓勵企業聘用更生人士、完成智能卡巡邏管理系統計劃、改善懲教院所保安設備與院所的附屬設施、重整懲教署總部的後勤支援及非核心更生職務人員的工作架構、加強閉路電視系統，還與加拿大懲教局（Correctional Service of Canada）及香港大學合作檢視更生工作成效，以降低罪犯重犯風險且幫助更生人士重投社會。保安局一直設法紓緩囚犯數目增加的情況，由此於2002年提議在喜靈洲建造超級監獄。惟方案被擱置，以致懲教署需要花近10年時間調配資源應對監獄持續擠迫的困局。2004年至2006年間，彭詢元協助重置域多利監獄的舊有資源，也領導署方重建羅湖懲教所原有建築連同羅湖騎術會會址成為三所新懲教院所，監督荔枝角已婚職員宿舍部分用地及荔枝角九龍巴士訓練場舊址合併改建成荔枝角懲教所的建設計劃。2006年7月之前又與廣東省監獄管理局協議成立「粵港監獄論壇」，跟新加坡、南韓以及澳門懲教部門簽訂諒解備忘錄和合作安排，藉此促進懲教方面的專業交流。最後協調成立懲教署第一所訓練中心─勵新懲教所職業訓練中心。
另外，彭詢元自1990年代中期起至升職為署長期間先後取得香港大學專業進修學院刑事司法文憑、柏克萊加利福尼亞大學1年制公共行政管理碩士以及倫敦阿什里奇商學院（Ashridge Business School）策略管理證書。1996年至2007年獲委任為太平紳士，1998年基於卓越表現和恪盡職守而獲香港特別行政區政府頒授香港懲教事務卓越獎章，2007年退休近一年後則獲授予銀紫荊星章，以嘉許他於推動更生人士重投社會服務及促進香港懲教署與境內外懲教機構合作兩方面作出貢獻。

### 退休動向
彭詢元退休後參與義務工作，如擔任愛心獎評審委員會委員。2022年獲香港義務工作發展局頒發香港義工獎。此外，他亦因妻子為台山人而接觸相關團體活動，擔任香港台山社團總會榮譽顧問。除此之外，他於2010年代至2017年擔任香港浸會大學社會科學院公共行政管理碩士學位顧問委員會委員，2013年至2017年擔任高雅國際集團獨立非執行董事，2017年至2024年獲邀出任仁濟醫院第二中學獨立校董。至今仍是香港遊樂場協會常務副會長（前副主席）。
而現時，他身兼中國政法大學恢復性司法研究中心研究員、香港南區工商業聯合總會榮譽顧問、懲教署退休人員協會名譽會長、商界助更生委員會永遠名譽會長、九龍第1555童軍旅永遠名譽會長、九龍社團聯會名譽會長、香港航空青年團執行會委員、中國國情研習促進會副會長、香港中華傳統文化藝術基金會榮譽顧問以及香港九龍城工商業聯會榮譽顧問。此前曾是香港專業及資深行政人員協會理事，2009年與陳榮濂、湯偉奇、陳國超等人創立香港台山慈善基金。

## 個人生活
彭喜歡唱歌，於是在10多歲時與朋友組織一支業餘樂隊到處演出。

## 外部連結
- 域多利監獄退役懲教人員彭詢元專訪，香港記憶 （页面存档备份，存于）

| 政府职务      | 政府职务                               | 政府职务      |
| ------------- | -------------------------------------- | ------------- |
| 前任： 伍靜國 | 懲教署署長 2003年1月1日－2006年7月22日 | 繼任： 郭亮明 |